# Glory 15: Istanbul
Glory 15: Istanbul foi um evento de kickboxing promovido pelo Glory, ocorrido em 12 de abril de 2014 na Ülker Sports Arena em Istanbul, Turquia.

## Background
Esse evento contou com o Torneio de Meio Pesados do Glory pelo Título Meio Pesado do Glory. Duas lutas aconteceram pelas semifinais. Os vencedores das semifinais avançaram à luta final do torneio. Esse evento também contou com lutas não válidas pelo torneio.

## Resultados
^ a: Final do Torneio de Meio Pesados. Pelo Título Meio Pesado do Glory.

^ b: Luta Reserva do Torneio de Meio Pesados.

^ c: Semifinal do Torneio de Meio Pesados.

- Brian Collette foi substituído por Randy Blake.

## Chave do Torneio de Meio Pesados do Glory de 2014
|  | Semifinal      | Semifinal      | Semifinal   |             |              | Final        | Final | Final |  |
|  |                |                |             |             |              |              |       |       |  |
|  | Tyrone Spong   | Tyrone Spong   | DEC         |             |              |              |       |       |  |
|  | Tyrone Spong   | Tyrone Spong   | DEC         |             |              |              |       |       |  |
|  | Saulo Cavalari | Saulo Cavalari | 3-0         |             |              |              |       |       |  |
|  | Saulo Cavalari | Saulo Cavalari | 3-0         |             | Tyrone Spong | Tyrone Spong | 1R.   |       |  |
|  |                |                |             |             | Tyrone Spong | Tyrone Spong | 1R.   |       |  |
|  |                |                | Gökhan Saki | Gökhan Saki | TKO          |              |       |       |  |
|  | Gökhan Saki    | Gökhan Saki    | Gökhan Saki | Gökhan Saki | TKO          | TKO          |       |       |  |
|  | Gökhan Saki    | Gökhan Saki    |             |             |              |              |       |       |  |
|  | Nathan Corbett | Nathan Corbett | 1R.         |             |              |              |       |       |  |